# Otus capnodes

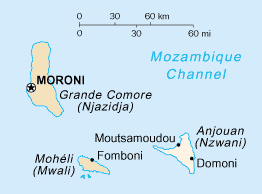
Anjouan en las Comoras

El autillo de Anjouan (Otus capnodes) es una especie de ave estrigiforme de la familia de los búhos (Strigidae) endémica de las islas Comores.

## Conservación
Fue redescubierto en junio de 1992, tras una ausencia de registros que datan de 1886.
Las estimaciones publicadas en 2017 calculan una población de entre 2300 y 3600 individuos. Está clasificado como especie en peligro de extinción debido a que su área de distribución se restringe a un área pequeña que está siendo rápidamente deforestada.